# Lygodactylus capensis
Espèce
Synonymes
- Hemidactylus capensis Smith, 1849
- Lygodactylus strigatus Gray, 1864
- Lygodactylus ngamiensis Fitzsimons, 1932

Lygodactylus capensis est une espèce de geckos de la famille des Gekkonidae.

## Répartition
Cette espèce se rencontre en Afrique du Sud, au Swaziland, en Namibie, au Botswana, au Mozambique, en Angola, en Zambie, au Congo-Kinshasa, en Tanzanie et au Kenya.

## Description
Lygodactylus capensis présente un aspect longiligne. Son dos est brun et beige moucheté. Sa face ventrale est blanc-beige.
Il s'agit d'une espèce arboricole diurne.

## Liste des sous-espèces
Selon The Reptile Database (11 décembre 2013) :
- Lygodactylus capensis capensis (Smith, 1849)
- Lygodactylus capensis pakenhami Loveridge, 1941

## Étymologie
Son nom d'espèce, composé de cap[e] et du suffixe latin -ensis, « qui vit dans, qui habite », lui a été donné en référence au lieu de sa découverte, la colonie du Cap.

## Taxinomie
La sous-espèce Lygodactylus capensis grotei a été élevée au rang d'espèce.

## Publications originales
- Loveridge, 1941 : New Geckos (Phelsuma and Lygodactylus), Snake (Lepotyphlops), and Frog (Phrynobatrachus) from Pemba Island, East Africa. Proceedings of the Biological Society of Washington, vol. 54, p. 175-178 (texte intégral).
- Smith, 1849 : Illustrations of the Zoology of South Africa; Consisting Chiefly of Figures and Descriptions of the Objects of Natural History Collected during an Expedition into the Interior of South Africa, in the Years 1834, 1835, and 1836 . vol. III. Reptilia. Part 27. London: Smith, Elder, & Co.